# Yinnar
Yinnar – miasto w Australii, w stanie Wiktoria.